# Sluschba sownischnjoji roswidky Ukrajiny
Sluschba sownischnjoji roswidky Ukrajiny (Abkürzung offiziell oft SSRU), ukrainisch Служба зовнішньої розвідки України (Abkürzung СЗРУ anglisiert als SZRU), deutsch: Auslandsnachrichtendienst der Ukraine, ist neben dem Sicherheitsdienst der Ukraine und der Hauptverwaltung Aufklärung des Verteidigungsministeriums der Ukraine einer der drei Geheimdienste des Landes, die jeweils Nachfolgeorganisationen des KGB mit Sitz in Kiew sind.
Mit der Unterzeichnung des Präsidialerlasses „Über den Auslandsgeheimdienst der Ukraine“ am 14. Oktober 2004 wurde der Auslandsnachrichtendienst „SSRU / SZRU“ als von den anderen Diensten unabhängige staatliche Behörde gegründet und untersteht direkt dem Präsidenten der Ukraine.
Am 1. Dezember 2005 verabschiedete die Werchowna Rada der Ukraine das Gesetz „Über den Auslandsgeheimdienst der Ukraine“.
Unter Berücksichtigung des bedeutenden Beitrags der Geheimdienste der Ukraine zum Schutz der nationalen Interessen der Ukraine vor äußeren Bedrohungen wurde mit dem Erlass des Präsidenten der Ukraine Nr. 381 / 2018 der 24. Januar zum Tag der Auslandsaufklärung der Ukraine eingeführt, der jährlich gefeiert wird.
Am 20. September 2019 ernannte der ukrainische Präsident Wolodymyr Selenskyj den Generalmajor Walerij Jewdokymow, in Nachfolge von Wladyslaw Bucharjew (Владислав Вікторович Бухарєв), zum Leiter des Auslandsgeheimdienstes der Ukraine. Am 4. Juni 2020 wurde er von Walerij Kondratjuk abgelöst. Seit dem 28. März 2024 leitet Generalleutnant Oleh Iwaschtschenko den Auslandsnachrichtendienst.
Die Tätigkeitsfelder des „SSRU / SZRU“ umfassen Politik, Ökonomie, Wissenschaft und Technik. Darüber hinaus versucht der „SSRU / SZRU“, Aktivitäten und Arbeitsweisen anderer Nachrichtendienste auszukundschaften (Gegenspionage). Seit dem Russisch-Ukrainischen Krieg hat der „SSRU / SZRU“ der Ukraine seine Partnerschaft mit der Central Intelligence Agency (CIA) der USA, dem Secret Intelligence Service (SIS) (besser bekannt als „Military Intelligence, Section 6“ (MI6)) Großbritanniens, dem Bundesnachrichtendienst (BND) Deutschlands, der Agencja Wywiadu dem polnischen Auslandsgeheimdienst, dem estnischen Staatssicherheitsministerium, dem Auslandsinformationsdienst Rumäniens, dem Millî İstihbarat Teşkilâtı (MİT) der Türkei und dem Auslandsgeheimdienst Georgiens erheblich ausgebaut. Zudem erfolgte die Aufnahme einer Zusammenarbeit mit der Gemeinsamen Nachrichten- und Sicherheitsabteilung der NATO seitens der ukrainischen Nachrichtendienste, was die Integration der Ukraine in das Nordatlantische Bündnis erleichtern könnte.
Sein russischer Gegenpart und in der Organisation und Aufgabenstellung ähnlich ist der bekanntere Sluschba wneschnei raswedki (SWR), der Auslandsgeheimdienst der Russischen Föderation.